# ساکو و وانزتی (فیلم)
ساکو و وانزتی (ایتالیایی: Sacco e Vanzetti) فیلمی در ژانر جنایی به کارگردانی جولیانو مونتالدو است که در سال ۱۹۷۱ منتشر شد.

## خلاصه فیلم
داستان فیلم حول اتفاقات دادگاه بحث‌برانگیز و اعدام ساکو و وانزتی، دو آنارشیست ایتالیایی‌الاصل به اتهام قتل حین سرقت مسلحانه دور می‌زند…

## بازیگران
- جان ماریا ولونته
- ریکاردو کوچولا
- سیریل کیوسک
- سرجو فانتونی
- مایلو اوشی
- ویلیام پرینس
- جان هاروی
- رزانا فراتلو
- ادوارد جوسبری
- آرمنیا بالدوچی